# Tămășeni
Tămășeni (Hongaars: Tamásfalva) is een Roemeense gemeente in het district Neamț.
Tămășeni telt 9283 inwoners. Het grootste deel van de bevolking is Rooms Katholiek in 2011. Dit duidt mogelijk op een Csángó achtergrond van de bevolking.
In 1930 verklaarde ongeveer een derde van de bevolking Hongaars te zijn.